# Жуиз ди Фора
Жуиз ди Фора е град в щата Минас Жерайс, Югоизточна Бразилия. Населението му е 517 872 жители (2010 г.) Пощенският му код е 36000-000, а телефонния +55 32. Получава статут на град на 30 май 1850 г. Намира се между трите най-големи метрополиса на страната, тези на Рио де Жанейро (на 189 км), Белу Оризонти (260 км) и Сао Пауло (486 км). Градът разполага с футболен отбор. Градът се обслужва от две летище, едно разположено в негов квартал, а друго в съседната община на 35 км от него.

## Население
Динамика на населението:
1872 година – 18 800 жители
1890 – 22 600
1920 – 118 500
1940 – 118 400
1950 – 111 300
1960 – 125 000
1970 – 238 500
1980 – 305 800
1991 – 385 100
1996 – 424 000
2000 – 456 400
2002 – 471 693
2005 – 501 153
2006 – 509 109
2007 – 513 348
2008 година – 520 612 жители